# Ⱏ
Cette page contient des caractères spéciaux ou non latins. S’ils s’affichent mal (▯, ?, etc.), consultez la page d’aide Unicode.
Er (Ер en cyrillique ; capitale Ⱏ, minuscule ⱏ) est la 30e lettre de l'alphabet glagolitique.

## Linguistique
La lettre sert à noter les phonèmes /w/ ou /ə/.

## Historique
La lettre pourrait provenir d'une modification de la lettre Ⱁ.

## Représentation informatique
- Unicode :
  - Capitale Ⱏ : U+2C1F
  - Minuscule ⱏ : U+2C4F